# Мускусно плъхово кенгуру
Мускусно плъхово кенгуру (Hypsiprymnodon moschatus) е торбест бозайник, единствен съвременен представител на семейство Hypsiprymnodontidae. Видът е бил класифициран към семейство Плъховидни кенгурута, но последните класификации го отделят от него.

## Географско разпространение
Видът обитава влажни тропически гори в Северен Куинсланд в близост до тихоокеанското крайбрежие.

## Описание
Мускусното плъхово кенгуру е неголямо животно, с дължина на тялото 208 — 341 mm, на опашката 65 — 123 mm и тегло 337 — 680 g. Космената покривка е гъста и кадифена на допир. Цветът ѝ е яркокафяв или рижаво-сив на гърба, оранжев отстрани и жълтеникав на корема. На външен вид малкото кенгуроподобно животно много наподобява на плъх. Главата му е къса със заострена муцуна. Ушите не са големи, голи и тъмни на цвят. Опашката е гола и покрита с дребни люспи подобно на опосумите. Само в основата си е окосмена. Крайниците са еднакво дълги, ноктите са малки. Палецът на задните крайници е без нокът, подвижен и се противопоставя на останалите пръсти. Женските имат добре развит марсупиум с 4 сукални зърна в него. Видът е наречен мускусен, поради характерната миризма на мускус, която излъчват представителите и на двата пола.

## Начин на живот
Видът обитава влажни тропически гори с гъст подлес и в близост до водоизточници. Макар че е широко разпространен в местообитанието си, той е трудно забележим заради характерната гъстота на растителността. Придвижва се на четирите си крайника, но има сведения, че се придвижва и с подскоци. Много добре се катери по дърветата. Видът е активен денем, а през нощта спи в гнезда изградени от сухи папрати и лишеи. За строежа на гнездото материалът се носи с помощта на опашката.

## Хранене
Мускусните плъхове са основно насекомоядни. Обичайната му храна са червеи и насекоми, а от растителната консумират кореноплоди, ягодови плодове, гъби и големи семена. Макар че води самотен начин на живот, при храненето се движи в групи от 2 – 3 индивида.

## Размножаване
Чифтосването е през дъждовния сезон от февруари до юли. Раждат по 2 малки, които напускат торбата на 21 седмица. Няколко седмици обаче остават в гнездото. Женските достигат полова зрялост на около 1-годишна възраст.